# Seznam dílů seriálu Las Vegas: Kasino
Toto je seznam dílů seriálu Las Vegas: Kasino.

## Přehled řad
| Řada | Díly | Premiéra v USA | Premiéra v USA  | Premiéra v ČR   | Premiéra v ČR     |
| Řada | Díly | První díl      | Poslední díl    | První díl       | Poslední díl      |
| ---- | ---- | -------------- | --------------- | --------------- | ----------------- |
| 1    | 23   | 22. září 2003  | 17. května 2004 | 13. února 2009  | 17. března 2009   |
| 2    | 24   | 13. září 2004  | 23. května 2005 | 18. března 2009 | 21. dubna 2009    |
| 3    | 23   | 19. září 2005  | 12. května 2006 | 22. dubna 2009  | 26. května 2009   |
| 4    | 17   | 27. října 2006 | 9. března 2007  | 27. května 2009 | 18. června 2009   |
| 5    | 19   | 28. září 2007  | 15. února 2008  | 19. června 2009 | 16. července 2009 |

## Seznam dílů

### První řada (2003–2004)
| Č. v seriálu | Č. v řadě | Původní název                          | Český název               | Režie               | Scénář                                          | Premiéra v USA     | Premiéra v ČR   |
| ------------ | --------- | -------------------------------------- | ------------------------- | ------------------- | ----------------------------------------------- | ------------------ | --------------- |
| 1            | 1         | Pilot                                  | Obyčejný den v Las Vegas  | Michael W. Watkins  | Gary Scott Thompson                             | 22. září 2003      | 13. února 2009  |
| 2            | 2         | What Happens in Vegas, Stays in Vegas  | Co se ve Vegas uvaří...   | Michael W. Watkins  | Gary Scott Thompson                             | 29. září 2003      | 16. února 2009  |
| 3            | 3         | Donny We Hardly Knew Ye                | Donny, málo jsme tě znali | Kevin Hooks         | Gardner Stern                                   | 6. října 2003      | 17. února 2009  |
| 4            | 4         | Jokers and Fools                       | Šibalové a blázni         | Timothy Busfield    | Rebecca Rand Kirshner                           | 13. října 2003     | 18. února 2009  |
| 5            | 5         | Groundhog Summer                       | Závěr léta                | Michael W. Watkins  | Michael Berns, Matt Pyken a Gary Scott Thompson | 20. října 2003     | 19. února 2009  |
| 6            | 6         | Semper Spy                             | Navždy špion              | Guy Norman Bee      | Michael Berns a Matt Pyken                      | 3. listopadu 2003  | 20. února 2009  |
| 7            | 7         | Pros and Cons                          | Profíci a podfukáři       | Greg Yaitanes       | Daniel Arkin                                    | 10. listopadu 2003 | 23. února 2009  |
| 8            | 8         | Luck Be a Lady                         | Štěstí je žena            | Michael W. Watkins  | Kyle Harimoto                                   | 17. listopadu 2003 | 24. února 2009  |
| 9            | 9         | Year of the Tiger                      | Rok Tygra                 | Perry Lang          | Adele Lim                                       | 1. prosince 2003   | 25. února 2009  |
| 10           | 10        | Decks and Violence                     | Pokerová tvář             | Guy Norman Bee      | Vanessa Reisen                                  | 15. prosince 2003  | 26. února 2009  |
| 11           | 11        | Blood and Sand                         | Krev a písek              | Fred Keller         | David Graziano                                  | 5. ledna 2004      | 27. února 2009  |
| 12           | 12        | Hellraisers and Heartbreakers          | Výtržníci a zoufale nudní | Timothy Busfield    | Michael Berns a Matt Pyken                      | 12. ledna 2004     | 2. března 2009  |
| 13           | 13        | The Night the Lights Went Out in Vegas | Když zhasnou světla       | Craig Zisk          | Gary Scott Thompson                             | 26. ledna 2004     | 3. března 2009  |
| 14           | 14        | Things That Go Jump in the Night       | Tak to chodí              | Paul Shapiro        | Gardner Stern                                   | 2. února 2004      | 4. března 2009  |
| 15           | 15        | Die Fast, Die Furious                  | Smrt hvězdy               | Tucker Gates        | Kyle Harimoto a Adele Lim                       | 9. února 2004      | 5. března 2009  |
| 16           | 16        | New Orleans                            | New Orleans               | Timothy Busfield    | Gary Scott Thompson                             | 16. února 2004     | 6. března 2009  |
| 17           | 17        | You Can't Take It with You             | Milionová výhra           | Greg Yaitanes       | Keith Kaczorek                                  | 1. března 2004     | 9. března 2009  |
| 18           | 18        | Nevada State                           | Hříchy mládí              | Timothy Busfield    | Daniel Arkin a Vanessa Reisen                   | 15. března 2004    | 10. března 2009 |
| 19           | 19        | Sons and Lovers                        | Synové a milenci          | David Solomon       | Gardner Stern                                   | 22. března 2004    | 11. března 2009 |
| 20           | 20        | The Strange Life of Bob                | Podivuhodný život Boba    | Michael Grossman    | David Graziano a Rebecca Rand Kirshner          | 19. dubna 2004     | 12. března 2009 |
| 21           | 21        | Family Jewels                          | Rodinné stříbro           | Timothy Busfield    | Eva Nagorski                                    | 26. dubna 2004     | 13. března 2009 |
| 22           | 22        | The Big Bang                           | Velký koncert             | Allison Liddi-Brown | Brown Michael Berns a Matt Pyken                | 10. května 2004    | 16. března 2009 |
| 23           | 23        | Always Faithful                        | Vždy věrný                | Timothy Busfield    | Gary Scott Thompson                             | 17. května 2004    | 17. března 2009 |

### Druhá řada (2004–2005)
| Č. v seriálu | Č. v řadě | Původní název                     | Český název                   | Režie                 | Scénář                              | Premiéra v USA     | Premiéra v ČR   |
| ------------ | --------- | --------------------------------- | ----------------------------- | --------------------- | ----------------------------------- | ------------------ | --------------- |
| 24           | 1         | Have You Ever Seen the Rain?      | Viděli jste někdy déšť?       | Craig Zisk            | Gary Scott Thompson                 | 13. září 2004      | 18. března 2009 |
| 25           | 2         | The Count of Montecito            | Podvodníci z Montecita        | Daniel Sackheim       | Gardner Stern                       | 20. září 2004      | 19. března 2009 |
| 26           | 3         | Blood Is Thicker                  | Krev není voda                | Allison Liddi-Brown   | Matt Pyken                          | 27. září 2004      | 20. března 2009 |
| 27           | 4         | Catch of the Day                  | Mimořádný úlovek              | Peter O'Fallon        | Michael Berns                       | 4. října 2004      | 23. března 2009 |
| 28           | 5         | Good Run of Bad Luck              | Dobrý konec smolné série      | Stephen Williams      | Kim Newton                          | 11. října 2004     | 24. března 2009 |
| 29           | 6         | Games People Play                 | Jak si lidé hrají             | Jeff Woolnough        | Adele Lim                           | 18. října 2004     | 25. března 2009 |
| 30           | 7         | Montecito Lancers                 | Montecito Lancers             | John Fortenberry      | Kyle Harimoto                       | 1. listopadu 2004  | 26. března 2009 |
| 31           | 8         | Two of a Kind                     | Dvojice                       | Allison Liddi-Brown   | Michael Berns a Gary Scott Thompson | 8. listopadu 2004  | 27. března 2009 |
| 32           | 9         | Degas Away with It                | Degas je pryč!                | Peter Markle          | Matt Pyken a Gardner Stern          | 15. listopadu 2004 | 30. března 2009 |
| 33           | 10        | Silver Star                       | Stříbrná hvězda               | Robert Duncan McNeill | Gary Scott Thompson                 | 29. listopadu 2004 | 31. března 2009 |
| 34           | 11        | My Beautiful Launderette          | Moje krásná prádelnička       | Peter O'Fallon        | Vanessa Reisen                      | 6. prosince 2004   | 1. dubna 2009   |
| 35           | 12        | When You Got to Go, You Got to Go | Když musíš, tak musíš         | Bryan Spicer          | Matt Pyken                          | 3. ledna 2005      | 2. dubna 2009   |
| 36           | 13        | Sperm Whales and Spearmint Rhinos | Magnáti a lesbičky            | James A. Contner      | Kim Newton                          | 10. ledna 2005     | 3. dubna 2009   |
| 37           | 14        | The Lie Is Cast                   | Lež má krátké nohy            | Brad Turner           | Gardner Stern                       | 17. ledna 2005     | 6. dubna 2009   |
| 38           | 15        | Whale of a Time                   | Velcí hráči                   | Paul Holahan          | Michael Berns                       | 24. ledna 2005     | 7. dubna 2009   |
| 39           | 16        | Can You See What I See?           | Vidíte to jako já?            | Tawnia McKiernan      | Matt Pyken                          | 7. února 2005      | 8. dubna 2009   |
| 40           | 17        | Tainted Love                      | Podivná láska                 | Allison Liddi-Brown   | Gary Scott Thompson                 | 14. února 2005     | 9. dubna 2009   |
| 41           | 18        | To Protect and Serve Manicotti    | Jak zachránit Manicotti       | Paul Michael Glaser   | Gardner Stern                       | 21. února 2005     | 10. dubna 2009  |
| 42           | 19        | One Nation, Under Surveillance    | Pod dohledem kamer spojeni    | Brad Turner           | Vincent Guastaferro                 | 14. března 2005    | 14. dubna 2009  |
| 43           | 20        | Hit Me!                           | Další kartu!                  | Tim Matheson          | Michael Berns a Kim Newton          | 28. března 2005    | 15. dubna 2009  |
| 44           | 21        | Hide and Sneak                    | Tajné machinace               | Robert Duncan McNeill | Keith Kaczorek                      | 25. dubna 2005     | 16. dubna 2009  |
| 45           | 22        | Letters, Lawyers and Loose Women  | Dopisy, právníci a lehké ženy | Tawnia McKiernan      | Matt Pyken                          | 2. května 2005     | 17. dubna 2009  |
| 46           | 23        | Magic Carpet Fred                 | Fred na kouzelném koberci     | Robert Duncan McNeill | Gary Scott Thompson                 | 9. května 2005     | 20. dubna 2009  |
| 47           | 24        | Centennial                        | Stoleté výročí                | David Solomon         | Gary Scott Thompson                 | 23. května 2005    | 21. dubna 2009  |

### Třetí řada (2005–2006)
| Č. v seriálu | Č. v řadě | Původní název                        | Český název                | Režie                 | Scénář              | Premiéra v USA     | Premiéra v ČR   |
| ------------ | --------- | ------------------------------------ | -------------------------- | --------------------- | ------------------- | ------------------ | --------------- |
| 48           | 1         | Viva Las Vegas                       | Ať žije Las Vegas          | David Solomon         | Gary Scott Thompson | 19. září 2005      | 22. dubna 2009  |
| 49           | 2         | Fake the Money and Run               | Zfalšuj prachy a zmiz      | Tim Matheson          | Gardner Stern       | 26. září 2005      | 23. dubna 2009  |
| 50           | 3         | Double Down, Triple Threat           | Trojitá hra                | Paul Michael Glaser   | Matt Pyken          | 3. října 2005      | 24. dubna 2009  |
| 51           | 4         | Whatever Happened to Seymour Magoon? | Jak skončil Seymour Magoon | Jefery Levy           | Kim Newton          | 10. října 2005     | 27. dubna 2009  |
| 52           | 5         | Big Ed De-cline                      | Zdraví nade vše            | Tawnia McKiernan      | Matthew Miller      | 17. října 2005     | 28. dubna 2009  |
| 53           | 6         | The Real McCoy                       | Pravda o McCoyovi          | Félix Enríquez Alcalá | Vanessa Reisen      | 24. října 2005     | 29. dubna 2009  |
| 54           | 7         | Everything Old Is You Again          | Všechno jako zastara       | David Solomon         | Gardner Stern       | 7. listopadu 2005  | 30. dubna 2009  |
| 55           | 8         | Bold, Beautiful and Blue             | Úžasný modrý safír         | Jeff Woolnough        | Matt Pyken          | 14. listopadu 2005 | 4. května 2009  |
| 56           | 9         | Mothwoman                            | Můří žena                  | Craig Zisk            | Gary Scott Thompson | 21. listopadu 2005 | 5. května 2009  |
| 57           | 10        | For Sail by Owner                    | Nový majitel               | Paul Michael Glaser   | Kim Newton          | 28. listopadu 2005 | 6. května 2009  |
| 58           | 11        | Down & Dirty                         | Špinavé hry                | Robert Duncan McNeill | Matthew Miller      | 5. prosince 2005   | 7. května 2009  |
| 59           | 12        | Bait and Switch                      | Záměna                     | Adrienne Carter       | Tiffany Anderson    | 2. ledna 2006      | 11. května 2009 |
| 60           | 13        | The Bitch Is Back                    | Mrcha je zpátky            | Tawnia McKiernan      | Vanessa Reisen      | 9. ledna 2006      | 12. května 2009 |
| 61           | 14        | And Here's Mike with the Weather     | Jaké bude počasí?          | Steven DePaul         | Matt Pyken          | 23. ledna 2006     | 13. května 2009 |
| 62           | 15        | Urban Legends                        | Moderní legendy            | David Solomon         | Gary Scott Thompson | 6. února 2006      | 14. května 2009 |
| 63           | 16        | Coyote Ugly                          | Prsty převaděčů            | Jeff Woolnough        | Kim Newton          | 3. března 2006     | 15. května 2009 |
| 64           | 17        | Lyle & Substance                     | Falešný poplach            | Félix Enríquez Alcalá | Gardner Stern       | 10. března 2006    | 18. května 2009 |
| 65           | 18        | Like a Virgin                        | Svatba jako z pohádky      | Mel Damski            | Vanessa Reisen      | 17. března 2006    | 19. května 2009 |
| 66           | 19        | Cash Springs Eternal                 | Věčný příliv peněz         | Jeff Woolnough        | Adrienne Carter     | 31. března 2006    | 20. května 2009 |
| 67           | 20        | All Quiet on the Montecito Front     | Klid zbraní v Montecitu    | Milan Cheylov         | Matthew Miller      | 7. dubna 2006      | 21. května 2009 |
| 68           | 21        | Chaos Theory                         | Teorie chaosu              | David Solomon         | Gardner Stern       | 28. dubna 2006     | 22. května 2009 |
| 69           | 22        | Fidelity, Security, Delivery         | Věrnost, ochranka, porod   | David Straiton        | Matt Pyken          | 5. května 2006     | 25. května 2009 |
| 70           | 23        | Father of the Bride                  | Otec nevěsty               | Gary Scott Thompson   | Gary Scott Thompson | 12. května 2006    | 26. května 2009 |

### Čtvrtá řada (2006–2007)
| Č. v seriálu | Č. v řadě | Původní název                      | Český název              | Režie                               | Scénář                           | Premiéra v USA     | Premiéra v ČR   |
| ------------ | --------- | ---------------------------------- | ------------------------ | ----------------------------------- | -------------------------------- | ------------------ | --------------- |
| 71           | 1         | Father of the Bride Redux          | Vzkříšení nevěstina otce | David Solomon a Gary Scott Thompson | Matt Pyken a Gary Scott Thompson | 27. října 2006     | 27. května 2009 |
| 72           | 2         | Died in Plain Sight                | Ohlášená smrt            | David Solomon                       | Matt Pyken                       | 3. listopadu 2006  | 28. května 2009 |
| 73           | 3         | The Story of Owe                   | Jak na dlužníky          | Milan Cheylov                       | Gardner Stern                    | 10. listopadu 2006 | 29. května 2009 |
| 74           | 4         | History of Violins                 | Stradivárky              | Jefery Levy                         | Kim Newton                       | 17. listopadu 2006 | 1. června 2009  |
| 75           | 5         | Delinda's Box (Part 1)             | Únos Delindy (1. část)   | David Solomon                       | Mark Cullen a Robb Cullen        | 1. prosince 2006   | 2. června 2009  |
| 76           | 6         | Delinda's Box (Part 2)             | Únos Delindy (2. část)   | David Solomon                       | Mark Cullen a Robb Cullen        | 1. prosince 2006   | 3. června 2009  |
| 77           | 7         | Meatball Montecito                 | Montecito po italsku     | LeVar Burton                        | Matthew Miller                   | 8. prosince 2006   | 4. června 2009  |
| 78           | 8         | White Christmas                    | Bílé Vánoce              | Gary Scott Thompson                 | Gary Scott Thompson              | 15. prosince 2006  | 5. června 2009  |
| 79           | 9         | Wines and Misdemeanors             | Víno a poklesky          | Paul Michael Glaser                 | Jill Cargerman                   | 5. ledna 2007      | 8. června 2009  |
| 80           | 10        | Fleeting Cheating Meeting          | Úniky, podfuky a schůzky | Allison Liddi-Brown                 | Gardner Stern                    | 12. ledna 2007     | 9. června 2009  |
| 81           | 11        | Wagers of Sin                      | Sázky a hříchy           | Milan Cheylov                       | Matt Pyken                       | 19. ledna 2007     | 10. června 2009 |
| 82           | 12        | The Chicken is Making My Back Hurt | Ve znamení býka a kuřat  | Steven DePaul                       | Mark Cullen a Robb Cullen        | 2. února 2007      | 11. června 2009 |
| 83           | 13        | Pharaoh 'Nuff                      | Faraón na roztrhání      | David Straiton                      | Matthew Miller                   | 9. února 2007      | 12. června 2009 |
| 84           | 14        | The Burning Bedouin                | Hořící Beduín            | Jefery Levy                         | Kim Newton                       | 16. února 2007     | 15. června 2009 |
| 85           | 15        | Bare Chested in the Park           | Obnažení v parku         | David Solomon                       | Matthew Miller                   | 23. února 2007     | 16. června 2009 |
| 86           | 16        | Junk in the Trunk                  | Je to v kufru            | Bethany Rooney                      | Mark Cullen a Robb Cullen        | 2. března 2007     | 17. června 2009 |
| 87           | 17        | Heroes                             | Hrdinové                 | David Solomon                       | Gary Scott Thompson              | 9. března 2007     | 18. června 2009 |

### Pátá řada (2007–2008)
| Č. v seriálu | Č. v řadě | Původní název                         | Český název                         | Režie                 | Scénář                                                             | Premiéra v USA     | Premiéra v ČR     |
| ------------ | --------- | ------------------------------------- | ----------------------------------- | --------------------- | ------------------------------------------------------------------ | ------------------ | ----------------- |
| 88           | 1         | A Hero Ain't Nothing But A Sandwich   | Kdo je tady hrdina?                 | Robert Duncan McNeill | Gary Scott Thompson                                                | 28. září 2007      | 19. června 2009   |
| 89           | 2         | Shrink Rap                            | Nové koště                          | Timothy Busfield      | Matt Pyken                                                         | 28. září 2007      | 22. června 2009   |
| 90           | 3         | The Glass Is Always Cleaner           | Sklenice je čím dál čistější        | Milan Cheylov         | Kim Newton                                                         | 5. října 2007      | 23. června 2009   |
| 91           | 4         | Head Games                            | Šálení smyslů                       | Timothy Busfield      | Jill Cargerman                                                     | 12. října 2007     | 24. června 2009   |
| 92           | 5         | Run, Cooper, Run!                     | Utíkej, Coopere, utíkej!            | David Straiton        | Rob Wright                                                         | 19. října 2007     | 25. června 2009   |
| 93           | 6         | When Life Gives You Lemon Bars        | Když vám život dává citrónové řezy  | John Badham           | Nikki Toscano                                                      | 26. října 2007     | 26. června 2009   |
| 94           | 7         | Adventures in the Skin Trade          | Dobrodružství na trhu s bílým masem | Paul Michael Glaser   | Vince McKewin                                                      | 2. listopadu 2007  | 29. června 2009   |
| 95           | 8         | It's Not Easy Being Green             | Není snadné být zelený              | Félix Enríquez Alcalá | Jill Cargerman                                                     | 9. listopadu 2007  | 30. června 2009   |
| 96           | 9         | My Uncle's a Gas                      | Můj strejda lump                    | James Whitmore, Jr.   | Steve Blackman                                                     | 16. listopadu 2007 | 1. července 2009  |
| 97           | 10        | The High Price of Gas                 | Vysoká cena plynu                   | James Whitmore, Jr.   | Matt Pyken                                                         | 30. listopadu 2007 | 2. července 2009  |
| 98           | 11        | A Cannon Carol                        | Cannonova koleda                    | Peter Weller          | Rob Wright                                                         | 7. prosince 2007   | 3. července 2009  |
| 99           | 12        | I Could Eat a Horse                   | Snědl bych koně                     | Milan Cheylov         | Kim Newton                                                         | 4. ledna 2008      | 7. července 2009  |
| 100          | 13        | Three Babes, 100 Guns and a Fat Chick | 3 kočky, 100 bouchaček a boubelka   | Gary Scott Thompson   | Gary Scott Thompson                                                | 11. ledna 2008     | 8. července 2009  |
| 101          | 14        | Secrets, Lies and Lamaze              | Tajnosti, lži a porody              | John Badham           | Steve Blackman                                                     | 18. ledna 2008     | 9. července 2009  |
| 102          | 15        | Guess Who's Coming to Breakfast       | Hádej, kdo přijde na snídani        | Bethany Rooney        | Kevin A. Garnett                                                   | 25. ledna 2008     | 10. července 2009 |
| 103          | 16        | 2 on 2                                | Dva na dva                          | David Straiton        | Vince McKewin                                                      | 1. února 2008      | 13. července 2009 |
| 104          | 17        | Win, Place, Bingo                     | Sázky a dostihy                     | Steve Robman          | námět: Leslie N. Johnson a Erika A. Schleich scénář: Vince McKewin | 8. února 2008      | 14. července 2009 |
| 105          | 18        | Three Weddings and a Funeral (Part 1) | Tři svatby a jeden pohřeb (1. část) | Bill L. Norton        | Jill Cargerman a Rob Wright                                        | 15. února 2008     | 15. července 2009 |
| 106          | 19        | Three Weddings and a Funeral (Part 2) | Tři svatby a jeden pohřeb (2. část) | Paul Lazarus          | Matt Pyken                                                         | 15. února 2008     | 16. července 2009 |